# Šventoji (fleuve)
Pour les articles homonymes, voir Šventoji.
 (février 2025).
La Šventoji (en letton : Sventāja) est un court fleuve côtier du nord-ouest de la Lituanie et du sud-ouest de la Lettonie, long de 73 km.

## Géographie
Elle prend sa source dans le district de Skuodas en Lituanie et sur 30 km de son cours matérialise la frontière entre la Lettonie et la Lituanie. La Šventoji débouche dans la mer Baltique près de Šventoji, station balnéaire lituanienne au nord de Palanga.